# ERC 90装甲車
ERC 90（フランス語：Engin de Reconnaissance à Canon de 90 mm）は、フランス製の6輪式偵察用装甲車であり、ウォータージェットによる水上走行能力とNBC防護能力を備えている。当初は輸出用として開発されたが、後にフランス軍にも採用されている。1990年までに411両が製造された。

## 開発
1977年、パナール社は自己資金でフランス軍向け新型装甲兵員輸送車を開発したが、フランス陸軍の選定トライアルにおいてSaviem社（現在のルノー）製のVAB装甲車に敗れた。
しかし、この競作で培った技術を元に設計されたERC 90戦闘偵察車は、フランス陸軍の主力戦闘偵察車AMX-10RCの半分近くの重量であるため、ロッキードC-130やトランザールC-160などの中型輸送機による空輸が可能で山岳地帯での運用にも有利であった。このため1979年から海外からの採用を得ることに成功し、フランス陸軍も空挺部隊や山岳部隊におけるAMX-13軽戦車及びAML 60/90装甲車の後継車両としてAPFSDS弾を発射可能な主砲を備えたERC 90 F4を配備運用することを決め、1984年から配備を開始した。
ERC 90の機動力の秘訣の一つは、中央部の左右両輪をいつでも必要なときに持ち上げて4x4と6x6のそれぞれの利点を必要なときに発揮させることが可能な点にある。すなわち、市街地のような整地された地面では車輪を持ち上げて高速性能を確保し、泥濘地などの軟弱な地盤では車輪を下げて接地圧を分散させることで不整地走破能力を確保することが可能である。なお、この機能は同じパナール社が設計したEBR装甲車や、ソ連製のBRDM-1及びBRDM-2装甲偵察車にも搭載されている。ただし、エンジンが車重に比してアンダーパワー気味で、加速や登坂性能には難があった。

## 派生型
EMC 91
イスパノ・スイザ社製EMC砲塔に81mm迫撃砲を搭載した自走迫撃砲。
ERC 20
20mm機関砲2門を装備した自走式対空砲仕様。
ERC 60-20
イスパノ・スイザ60-20連装砲塔に、60mm迫撃砲と20mm機関砲を装備したモデル。
ERC 90（Diesel）
ディーゼルエンジン搭載型。
ERC 90 F1 リンクス
AML装甲車と同じイスパノ・スイザLynx 90砲塔を搭載したモデル。
ERC 90 F4 サゲー(Sagaie)
GIAT TS 90砲塔を搭載したモデルで、フランス軍が採用しているのはこのタイプ。サゲーとはアフリカ先住民族が使う槍のこと。
ERC 90 サゲー2(Sagaie 2)
エンジンを2基搭載し、砲塔を改良した強化型。採用したのはガボンのみ。
VCR装甲兵員輸送車
ERCのシャーシを元に設計された装甲兵員輸送車。

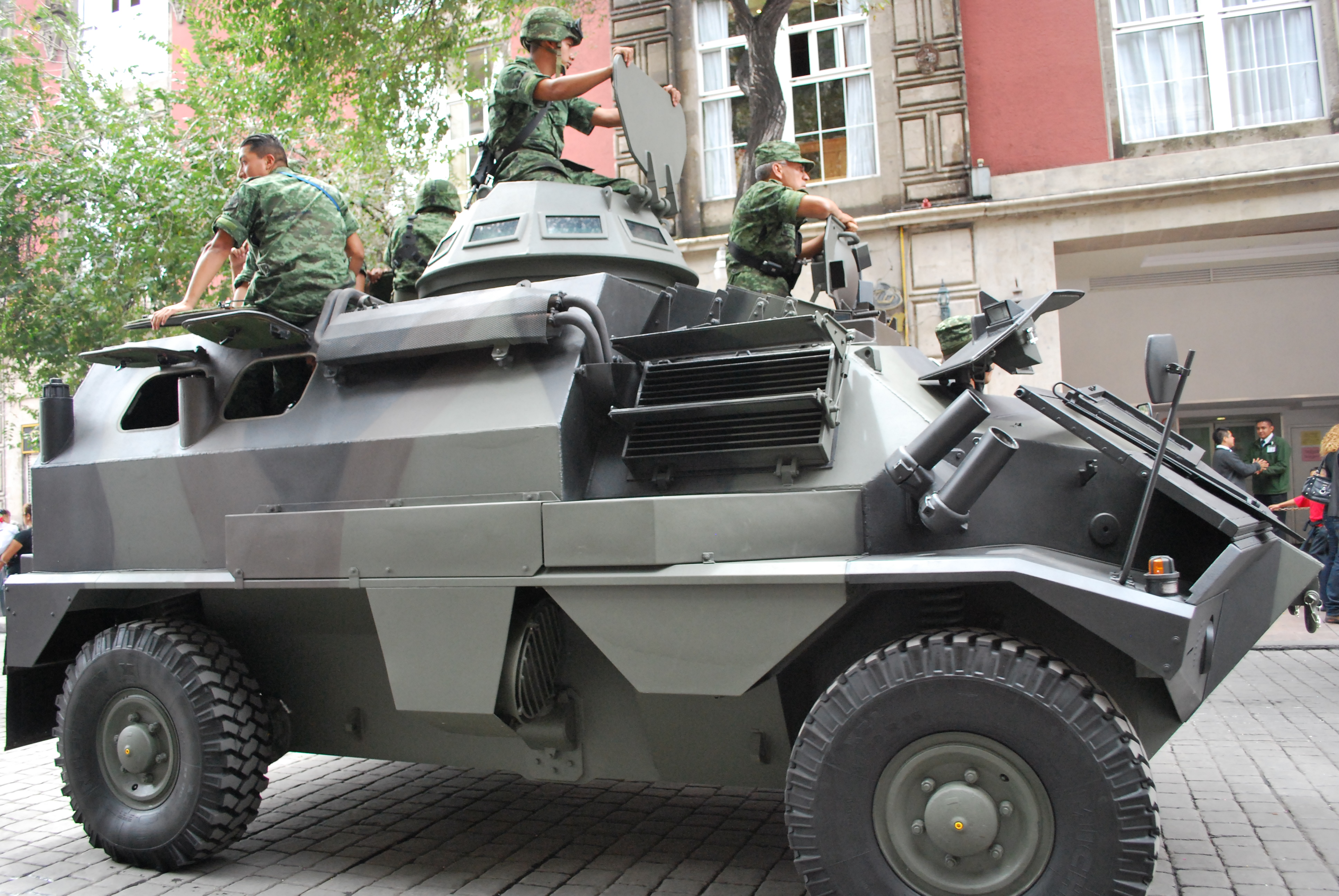
メキシコ軍のVCR/TT装甲兵員輸送車（4輪型）
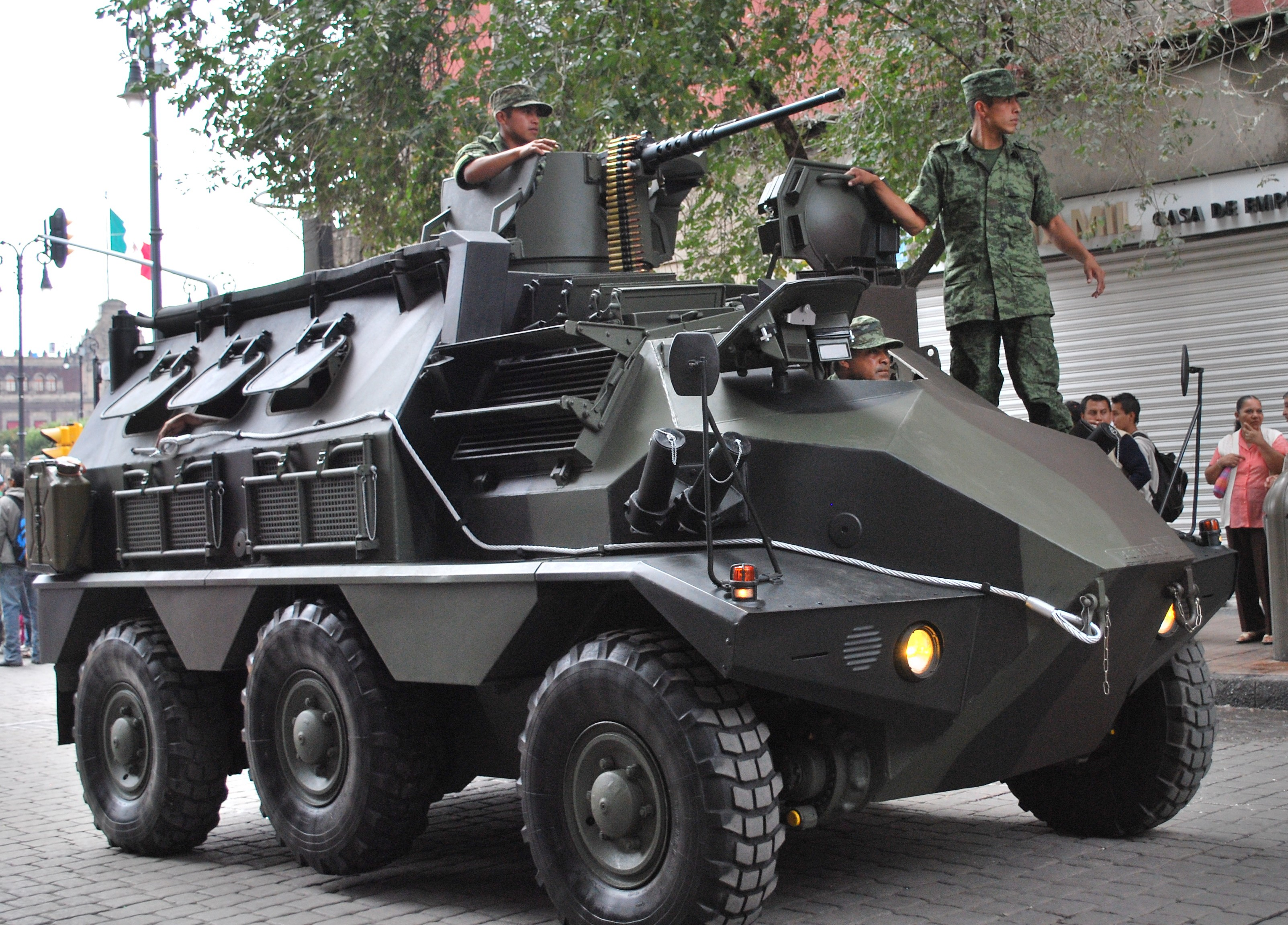
メキシコ軍のVCR/TT装甲兵員輸送車（6輪型）
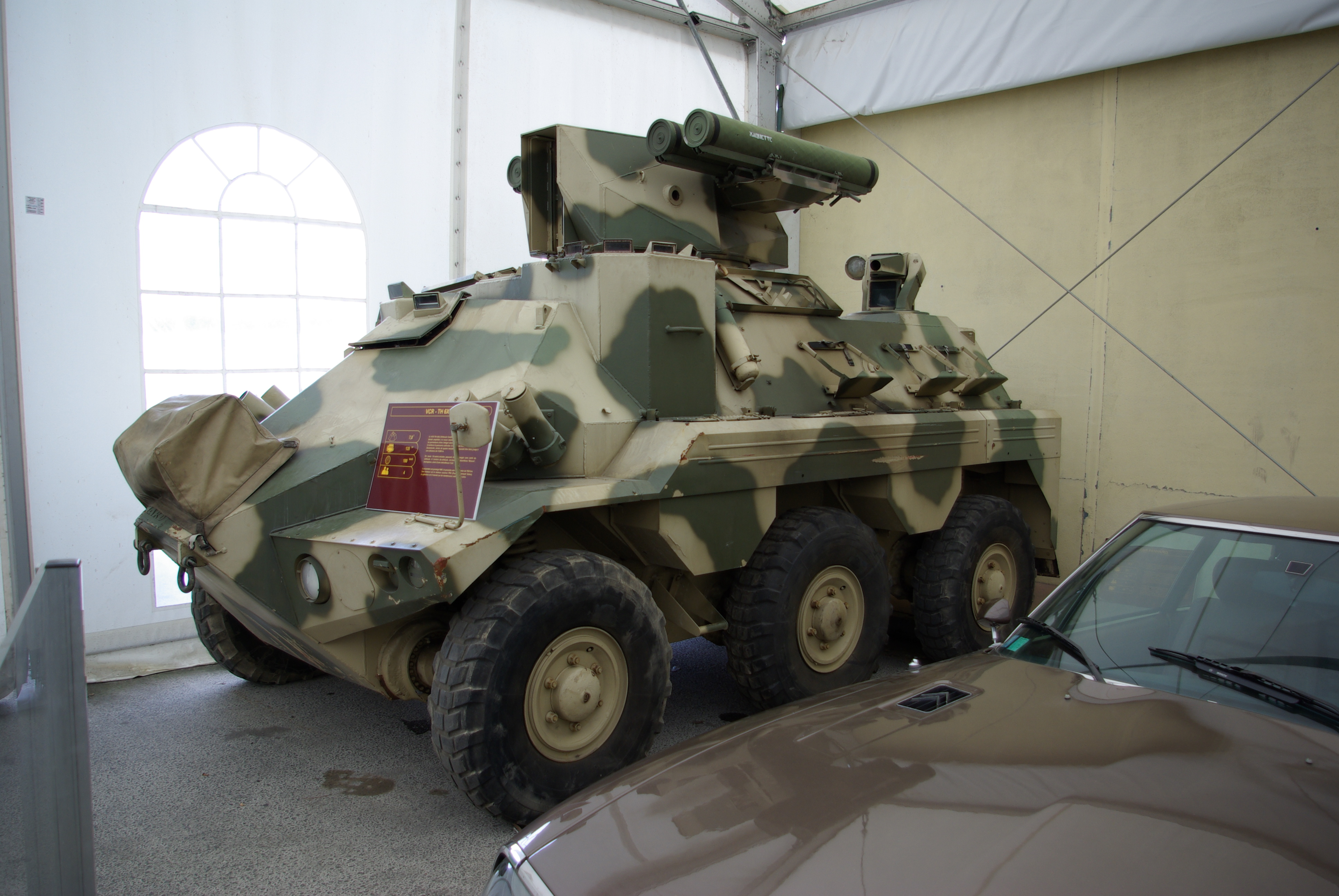
HOT対戦車ミサイルの4連装発射機を装備した、VCR/TH対戦車車両 ソミュール戦車博物館の展示車両

## 運用国

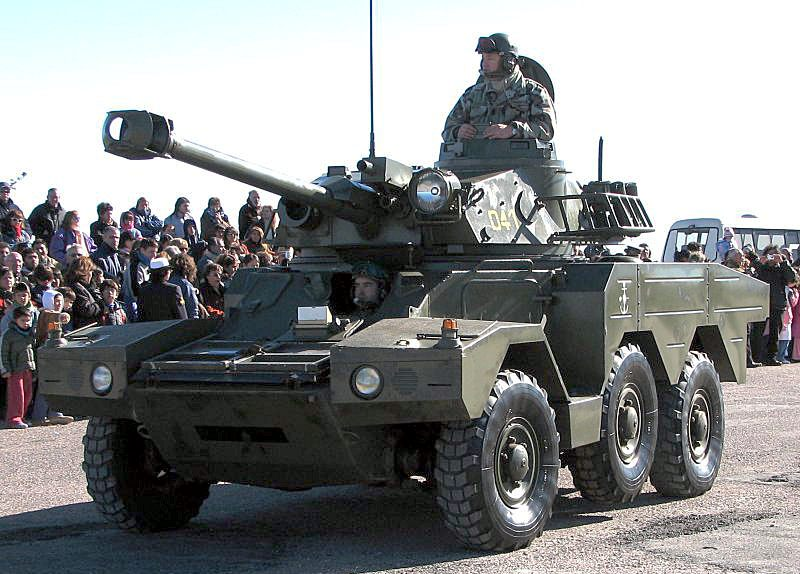
アルゼンチン海兵隊のERC 90 F1
真ん中の車輪が持ち上げられて接地していないことに注目

- フランス - 2023年時点で、フランス陸軍が40両のERC 90Dを保有している[2]。
- アルゼンチン - 2024年時点で、アルゼンチン海兵隊が12両のERC 90F サゲーを保有[3]。
- メキシコ
- エクアドル
- チャド
- コートジボワール
- ガボン
- ナイジェリア
- イラク

### フランス軍の運用部隊
ERC 90 サゲーは、フランス陸軍では以下の部隊で運用されている。
- 第1驃騎兵落下傘連隊（第11落下傘旅団所属）
- 第4猟兵連隊（第27山岳歩兵旅団所属）
- 第1アフリカ猟兵連隊（新兵訓練・戦術研究・車両評価部隊）
- 第13外人准旅団（ジブチ：ジブチ駐屯地）
- 第6海兵歩兵大隊（ガボン：リーブルヴィル駐屯地）
- 第23海兵歩兵大隊（セネガル：ダカール駐屯地）
- 第43海兵歩兵大隊（コートジボワール：アビジャン駐屯地）
- 太平洋ニューカレドニア海兵歩兵連隊（ニューカレドニア：ヌメア駐屯地）

## 実戦投入
- フランス - フランス軍が湾岸戦争やユーゴスラビア内戦、マリ北部紛争への介入で実戦投入。
- イラク - イラク軍がイラン・イラク戦争や湾岸戦争で実戦投入。